# Liam Archer

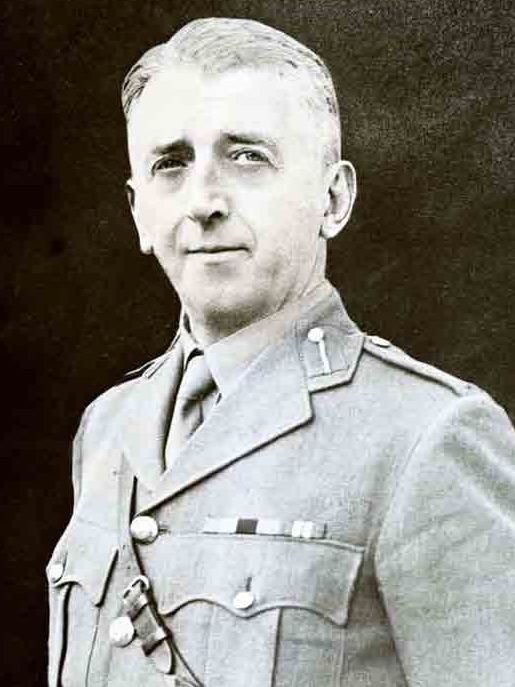
Generalleutnant Liam Archer (1951)

William „Liam“ Aloysius Archer (* 18. Juni 1892 in Dublin; † 22. Juli 1969 ebenda) war ein irischer Offizier, der als Generalleutnant zwischen 1949 und 1952 Chef des Generalstabes der Streitkräfte (Ceann Foirne na bhFórsaí Cosanta) war.

## Leben

### Osteraufstand, Bürgerkrieg und Zweiter Weltkrieg
William „Liam“ Aloysius Archer, Sohn des Posttelegrapheninspektors Edward Archer und dessen Ehefrau Susan Matthews Archer, wurde nach dem Besuch der St. Peter’s National School in Phibsborough Mitarbeiter im Hauptpostamt GPO (General Post Office) in Dublin und war dort bis 1922 beschäftigt. Im Mai 1915 trat er der republikanischen Unabhängigkeitsbewegung Irish Volunteers (Óglaigh na hÉireann) bei und wurde der F-Kompanie des 1. Bataillons der Dublin Brigade unter dem Kommando von Piaras Béaslaí zugewiesen. Er war während des Osteraufstandes 1916 aktiv und diente anschließend während des Unabhängigkeitskrieges als Hauptmann (Captain) der Ingenieursabteilung der F-Kompanie. Nach seiner Beförderung zum Major (Commandant) arbeitete er auch im Stab von Rory O’Connor und war als Postangestellter ideal positioniert, um Michael Collins beim Sammeln von Informationen zu unterstützen. Am 7. März 1922 trat er der neu gegründeten National Army als Oberstleutnant (Lieutenant-Commandant) in Beggars Bush Barracks in Dublin bei und erhielt das Kommando über die Unabhängigen Fernmeldetruppe (Independent Signals Corps). Nachdem er im Januar 1923 zum Oberst (Colonel) befördert, diente er während des Bürgerkriegs als Direktor des Signals Corps. Mit der Verkleinerung der Armee nach dem Krieg wurde er im April 1924 zum Major degradiert. Er diente zwischen 1929 und 1931 als Direktor des Volunteer Reserve and Officer Training Corps und überwachte in dieser Verwendung die Ausbildung und Inbetriebnahme der ersten Gruppe von Reserveoffizieren. Im Juli 1931 wurde er wieder zum Oberst befördert und im Oktober desselben Jahres zum Kommandeur des Dubliner Militärbezirks ernannt, der später in Ostkommando (Eastern Command) umbenannt wurde.
Im März 1932 wurde Oberst Archer zum Direktor des Militärischen Geheimdienstes ernannt. In dieser Funktion war er maßgeblich für die Reorganisation der Abteilung in den 1930er Jahren verantwortlich und knüpfte Verbindungen zu seinen Kollegen in England. Seine Geheimdiensterfahrung wurde nach Ausbruch des Zweiten Weltkrieges relevanter und er nahm im Mai 1940 an einem geheimen Treffen im Ministerium für die Herrschaftsgebiete (Dominions Office) in London teil, um mit britischen Militäroffizieren Pläne zur Verteidigung Irlands im Falle einer deutschen Invasion zu besprechen. Eine Reihe solcher Treffen führte zum Allgemeinen Verteidigungsplan Nr. 1, in dem kombinierte irische und britische Strategien skizziert wurden. Im Juni 1941 wurde er zum stellvertretenden Chef des Stabes ernannt und arbeitete unermüdlich für den Rest des Krieges, um die Ausbildung und Ausrüstung der irischen Kriegsarmee zu beaufsichtigen.

### Nachkriegszeit und Aufstieg zum Chef des Generalstabes
Nach dem Krieg übernahm Liam Archer zwischen 1946 und 1947 auch den Posten als amtierender Kommandeur des Curragh Command (1946–1947), während er weiterhin als stellvertretender Chef des Generalstabes diente. Im Januar 1949 wurde er zum Generalmajor (Major-General) befördert und trat die Nachfolge von Generalleutnant Daniel McKenna als Chef des Generalstabes der Streitkräfte (Ceann Foirne na bhFórsaí Cosanta) ab. Obwohl er weniger konfrontativ war als McKenna, war er immer noch gegen Nachkriegskürzungen und skizzierte in einer Reihe von Berichten seine Bedenken hinsichtlich der Verringerung des militärischen Personals und der Qualität der Ausrüstung. Er unternahm auch große Anstrengungen, um Verbindungen zu ausländischen Militärmächten herzustellen, und besuchte zwischen Oktober und November 1951 Stützpunkte der US-Armee und der Luftwaffe in Deutschland. Im Januar 1952 zum Generalleutnant (Lieutenant-General) befördert.
Archer trat Ende Januar 1952 in den Ruhestand, nachdem er dreißig Jahre in der Armee gedient hatte, ohne seinen Dienst bei den Irish Volunteers vor 1922 mit einzurechnen. 1941 wurde ihm vom Premierminister (Taoiseach) Éamon de Valera die Medaille von 1916 überreicht. Er war außerdem das erste im Dienst befindliche Mitglied der Verteidigungsstreitkräfte, das diese Medaille erhielt. Er wurde auch mit der Active Service Medal sowie einer dazugehörigen Spange (Bar) und der Emergency Service Medal ausgezeichnet. Auch nach seiner Pensionierung blieb er aktiv und engagierte sich für Wohlfahrtsgruppen von Ex-Soldaten und der alten Irish Republican Army (IRA) sowie für die Michael Collins Memorial Foundation.
Aus seiner 1923 geschlossenen ersten Ehe mit Mary Carr gingen drei Kinder hervor. Nach dem Tod seiner Frau heiratete er im September 1945 Nuala Buckley. Nach seinem Tode wurde er auf dem Friedhof Deansgrange Cemetery im County Dublin beigesetzt.

## Hintergrundliteratur
- Robert Fisk: In time of war: Ireland, Ulster and the price of neutrality, 1939–45, 1983
- John P. Duggan: A history of the Irish army, 1991

## Weblink
- Archer, William (Liam) Aloysius. In: Dictionary of Irish Biography. Abgerufen am 16. Februar 2022 (englisch).